# Accident de Saint-Pierre-du-Vauvray
L'accident de Saint-Pierre-du-Vauvray est une collision meurtrière entre un train de voyageurs et un camion qui a eu lieu le lundi 8 juillet 1985 sur le passage à niveau de Saint-Pierre-du-Vauvray, en Normandie, sur la ligne de Paris au Havre. L'accident fait 17 morts et 99 blessés.

## Déroulement
Ce lundi 8 juillet 1985, le train express no 3134 « Le Havre - Rouen - Paris » quitte la gare de Rouen à 8 h 56 avec à son bord entre 800 et 1 000 passagers, principalement des vacanciers. Sa destination est la gare Saint-Lazare à Paris, terminus de la ligne. Quelques minutes après son départ seulement, le convoi, une rame réversible Corail, atteint Saint-Pierre-du-Vauvray à une vitesse de 150 à 160 km/h. 
Au même moment, un camion semi-remorque venu de la route départementale 313 se retrouve bloqué sur le passage à niveau par les barrières automatiques. Le chauffeur, Philippe Olive, est un habitant de Maromme, en Seine-Maritime. Quand il aperçoit le train qui arrive à toute allure, il a, selon des témoins oculaires, un moment de panique, puis il descend de sa cabine et tente sans succès de soulever la barrière avant de remonter dans son véhicule quelques secondes avant l'impact[réf. nécessaire].
La collision est extrêmement violente, la cabine du camion avec son conducteur est projetée à une cinquantaine de mètres. Le mécanicien actionne le freinage d'urgence, conformément à la procédure, mais de par la configuration du train — la locomotive se trouve en queue de convoi et pousse la rame —, la voiture de tête sort de la voie et emporte avec elle les pylônes électriques tandis que la deuxième voiture se met en travers de la voie et percute deux maisons attenantes.

## Secours
| \| Saint-Pierre-du-Vauvray Elbeuf Louviers Rouen Vernon \| Lieux d'évacuation des blessés (Eure). |
| Saint-Pierre-du-Vauvray Elbeuf Louviers Rouen Vernon                                              |

L'opération de secours est saluée à l'époque pour son efficacité. Les pompiers de la caserne de Louviers sont les premiers à être informés et se rendent immédiatement sur place, d'où ils alertent la direction départementale et la préfecture à Évreux. Ils sont rejoints dans les heures qui suivent par des renforts venus de l'Eure et de la Seine-Maritime. Au total, 135 pompiers sont sur place, épaulés par des ambulanciers et les médecins privés de Louviers et de Val-de-Reuil, venus spontanément aider. Les moyens matériels regroupent 20 ambulances, cinq fourgons de protection, cinq camions de désincarcération et un camion poste de commandement.
En deux heures, presque toutes les voitures sont évacuées. Un tri des blessés est mis en place sous une tente de la foire située à proximité. Le préfet, Henri Coury, déclenche un « mini-plan ORSEC » qui permet la mise à disposition d'un hélicoptère médicalisé de l'aéroport du Havre-Octeville.
Les passagers indemnes ou victimes de simples ecchymoses sont orientés vers la gare de Saint-Pierre-du-Vauvray où des autocars de la SNCF les conduisent dans les gares les plus proches. Les SAMU de l'Eure, du Havre et de Rouen coordonnent leurs moyens et répartissent les blessés entre les centres hospitaliers d'Elbeuf et de Louviers, de Rouen et de Vernon, où ils sont amenés par les SMUR, les ambulances privées et les pompiers ou par l'hélicoptère d'Octeville pour les cas les plus graves.

## Réaction
Jean Auroux, le secrétaire d'État chargé des Transports, arrive sur place vers 14 h 30. Il est accueilli par le préfet Coury, le maire, Jean Recher, et le député François Loncle, puis se rend sur les lieux où il visite les maisons touchées et rencontre les sinistrés. Après une conférence de presse, il rejoint l'hôpital de Louviers où il se recueille devant la chapelle ardente installée pour les sept passagers morts (le corps de Philippe Olive, le conducteur du camion, ayant été transporté à Évreux) puis visite les blessés.
À 18 h, le Premier ministre Laurent Fabius se rend à son tour à l'hôpital de Louviers.

## Bilan
Un premier bilan communiqué à la presse dans l'après-midi fait état de huit morts (le conducteur du camion et sept passagers du train) et quarante blessés, dont seize sont hospitalisés à Louviers, onze à Rouen, six à Elbeuf, cinq à Vernon et deux à Évreux. Le nombre de blessés recensés passe à 67 le lendemain.